# 魔女的诗篇
《魔女的诗篇》（Endless Story）是中國偶像組合SNH48的第21張EP，该EP内同时含有可用于SNH48 Group第五届金曲大赏或第四届风尚大赏的投票券。

## 簡介
《魔女的诗篇》為SNH48 Group第五届总决选的汇报EP，同时也是该张EP的主打单曲，由该届总决选的前16名演绎。其MV于克罗地亚萨格勒布取景，讲述人类生存大环境产生异变之后，散落世界各地的16位魔法少女携手化解世界危机的故事。
《终无艳》为前32名，即“高飞组”的汇报单曲，主打怀旧抒情风格，以“感怀过去，每个旧地都是心的旅行”为主题。其MV于香港取景，该曲的歌词着重于回忆部分，并藉由参与成员的演唱风格，传达对过往回忆的怀念、伤感。
《天空信》为前48名，即“梦想组”的汇报单曲，主要讲述梦想道路上理想与现实之间的落差所带去的无力感，并传达“用平和对待失去，用感谢对待获得”的理念。
《Twinkle Twinkle》为前66名，即“奔跑组”的汇报单曲，着力描写青春期少女在有烦恼情绪出现时，能够快速化解的态度，借此传递出演者阳光向上的心态及对未来勇敢无畏的精神。

## 收錄曲目
| CD       | CD            | CD       | CD           | CD        | CD       | CD    |
| 曲序     | 曲目          |          | 作曲         | 编曲      | 演唱者   | 时长  |
| -------- | ------------- | -------- | ------------ | --------- | -------- | ----- |
| 1.       | 魔女的诗篇    | 黃俊郎   | ASPJ         | ASPJ      | 星光组   | 4:23  |
| 2.       | 终无艳        | 黄俊郎   | Project M    | Project M | 高飞组   | 5:00  |
| 3.       | 天空信        | 吕孝廷   | 吕孝廷、田纳 | 吕孝廷    | 梦想组   | 3:15  |
| 4.       | Tinkle Tinkle | 张艾     | 7key-Once    | 7key-Once | 奔跑组   | 3:32  |
| 总时长： | 总时长：      | 总时长： | 总时长：     | 总时长：  | 总时长： | 16:10 |

## 選拔成員
- 括号内为总选名次

### 魔女的诗篇
（Center：李藝彤）
- Team SII：戴萌（#8）、孔肖吟（#13）、莫寒（#5）、錢蓓婷（#9）、吳哲晗（#12）、許佳琪（#7）、張語格（#16）
- Team NII：馮薪朵（#3）、黃婷婷（#2）、陸婷（#4）、趙粵（#6）
- Team HII：李藝彤（#1）、林思意（#10）
- BEJ48 Team B：段藝璇（#15）
- BEJ48 Team E：蘇杉杉（#14）
- GNZ48 Team G：謝蕾蕾（#11）

蘇杉杉首次參與選拔。
MV在克羅地亞薩格勒布拍攝。
MV相关资料
| 成員   | 魔法能力                        |
| ------ | ------------------------------- |
| 李艺彤 | 时间静止（Time Frozen）         |
| 黄婷婷 | 瞬间移动（Teleportation）       |
| 冯薪朵 | 记忆感应（Memory Induction）    |
| 陆婷   | 控制天气（Weather Control）     |
| 莫寒   | 过目不忘（Photographic Memory） |
| 赵粤   | 治愈者（Healing Power）         |
| 许佳琪 | 灵魂召唤（Spirits Calling）     |
| 戴萌   | 意念控制（Idiodynamics）        |
| 钱蓓婷 | 火系魔法（Fire Magic）          |
| 林思意 | 风系魔法（Wind Magic）          |
| 谢蕾蕾 | 雷系魔法（Thunder Magic）       |
| 吴哲晗 | 七十二变（Metamorphoses）       |
| 孔肖吟 | 空间变换（Spatial Alternation） |
| 苏杉杉 | 造物术（Creation）              |
| 段艺璇 | 分身术（Doppelganger）          |
| 张语格 | 物化术（Materrialization）      |

### 终无艳
（Center：孫芮）
- Team SII：孫芮（#17）、劉增艷（#30）、徐子軒（#22）
- Team NII：易嘉愛（#25）、張怡（#31）、張雨鑫（#27）
- Team HII：費沁源（#32）、姜杉（#28）、萬麗娜（#26）
- Team X：宋昕冉（#19）、楊冰怡（#23）、張丹三（#20）
- BEJ48 Team E：馮思佳（#29）
- GNZ48 Team NIII：鄭丹妮（#18）、劉力菲（#21）
- SHY48 Team SIII：韓家樂（#24）

MV在香港拍攝。

### 天空信
（Center：張懷瑾）
- Team SII：李宇琪（#40）
- Team HII：洪珮（#44）
- Team X：李釗（#41）、徐詩琪（#45）
- BEJ48 Team B：陳美君（#43）、胡曉慧（#39）、青鈺雯（#47）
- BEJ48 Team E：陳倩楠（#37）、馬玉靈（#35）
- BEJ48 Team J：張懷瑾（#33）、黃恩茹（#38）
- GNZ48 Team G：陳珂（#34）
- GNZ48 Team NIII：唐莉佳（#36）、左婧媛（#42）
- SHY48 Team SIII：王詩蒙（#48）、趙佳蕊（#46）

MV在韓國仁川松岛中央公园拍攝。

### Tinkle Tinkle
（Center：沈夢瑤）
- Team SII：蔣芸（#62）、袁雨楨（#63）
- Team NII：謝妮（#54）
- Team HII：沈夢瑤（#49）、孫珍妮（#56）、許楊玉琢（#52）
- Team X：祁靜（#64）
- BEJ48 Team B：胡麗芝（#66）、劉姝賢（#59）、閆明筠（#65）
- BEJ48 Team E：李梓（#57）
- BEJ48 Team J：葛司琪（#60）、王雨煊（#53）
- GNZ48 Team G：高源婧（#58）、張瓊予（#61）
- GNZ48 Team NIII：盧靜（#51）、劉倩倩（#55）、肖文鈴（#50）

MV在中國上海拍攝。

## 轶事
- 徐诗琪参与的最后一张EP。